# Cicindela repanda
Cicindela repanda este o specie de insecte coleoptere descrisă de Pierre François Marie Auguste Dejean în anul 1825. Cicindela repanda face parte din genul Cicindela, familia Carabidae.

## Subspecii
Această specie cuprinde următoarele subspecii:
- C. r. novascotiae
- C. r. repanda
- C. r. tanneri